# Bago City
Bago City ist eine Stadt in der philippinischen Provinz Negros Occidental mit 170.981 Einwohnern (2015).

## Barangays
Bago City ist in 24 Barangays aufgeteilt:
| - Abuanan - Alianza - Atipuluan - Bacong-Montilla - Bagroy - Balingasag - Binubuhan - Busay - Calumangan - Caridad - Dulao - Ilijan | - Lag-Asan - Ma-ao Barrio - Jorge L. Araneta (Ma-ao Cent) - Mailum - Malingin - Napoles - Pacol - Poblacion - Sagasa - Tabunan - Taloc - Sampinit |